# Martin Reiter (Musiker)
Martin Reiter (* 16. August 1978 in Wien) ist ein österreichischer Jazzmusiker (Piano, Komposition, Arrangement).

## Leben und Wirken
Reiter, dessen Eltern Amateurmusiker waren, erhielt mit fünf Jahren musikalische Früherziehung; auf den Blockflöten- folgte klassischer Klavierunterricht. Als Jugendlicher erhielt er Unterricht in Jazzklavier und Saxophon. Ab 1996 studierte er Jazzpiano am Brucknerkonservatorium Linz; ein Jahr später setzte er sein Studium an der Universität für Musik und darstellende Kunst Wien fort, dann ab 2001 am Koninklijk Conservatorium Den Haag bei Rob van Kreefeld (Abschluss 2006 in Wien).
Reiter gründete ein Quartett mit Jure Pukl, Klemens Marktl und dem Bassisten Rodrigo Reijers. Gemeinsam mit Christian Wendt und Herbert Pirker bildete er ein Trio, das Auftritte bei wichtigen Jazzfestivals wie dem Montreux Jazz Festival, Umbria Jazz oder North Sea Jazz Festival hatte. 2002 tourte er mit dem Quartett von Simone Kopmajer in Nordamerika, wo es zu Auftritten mit Ira Sullivan, Turk Mauro und Richie Cole kam. Dann holte ihn Alex Deutsch in die Band von Matthieu Michel. 2003 verbrachte er mehrere Monate Aufenthalt in New York, wo er Privatunterricht bei Bill Charlap, Bruce Barth und Fred Hersch nahm. 
Reiter veröffentlichte 2004 sein Debüt-Album Chez es Saada, auf der er sich als Solist, aber auch im Quartett mit Matthias Pichler, Matthieu Michel und Klemens Marktl sowie mit dem Orchester Feuerhaus präsentierte. Es folgte das Album Rache für Mozart, auf dem Reiter über das Klavierkonzert in C-Dur KV 503 improvisierte. In Zusammenarbeit mit Alegre Corrêa und Ana Paula da Silva entstand sein Album Alma (2007). Gemeinsam mit dem Gitarristen Andi Tausch leitete er das Projekt The Flow, das vier Alben veröffentlichte. 
Weiterhin trat Reiter mit doc.Tone, mit seinem Trio (akustisch mit Matthias Pichler und Peter Kronreif, elektrisch mit Shayan Fathi und Jojo Lackner), Cafe Drechsler, Peter Herbert, Javier Pedras, Ines Reiger, Dusko Goykovich, Lee Harper und Maja Jaku auf. Daneben legte er das Soloalbum Inventions & Impressions (2011) vor. Weiterhin arrangierte und komponierte er, etwa für das Vienna Jazz Composer Ensemble.
2012 wurde Reiter als Professor für Jazzklavier an die Musik und Kunst Privatuniversität der Stadt Wien berufen. Unter dem Namen Jazz Ahead veröffentlichte er 2018 sein Lehrbuch für Jazzklavier bei der Wiener Universal Edition.

## Preise und Auszeichnungen
Reiter erhielt 2002 den Austrian Young Lions Award; im selben Jahr erhielt er das New York Stipendium des Hans-Koller-Preises. 2005 erhielt er den Koller-Preis als „Newcomer des Jahres“ und 2008 für sein Album Alma als CD des Jahres.

## Lexikalischer Eintrag
- Georg Demcisin, Art. Reiter, Martin, in: Oesterreichisches Musiklexikon online